# Scrophucephalus minimus
Scrophucephalus minimus là một loài thực vật có hoa trong họ Huyền sâm. Loài này được (M. Bieb.) A.P. Khokhr. miêu tả khoa học đầu tiên năm 1992.